# Astragalus cataonicus
Astragalus cataonicus är en ärtväxtart som beskrevs av Aleksandr Andrejevitj Bunge. Astragalus cataonicus ingår i släktet vedlar, och familjen ärtväxter. Inga underarter finns listade i Catalogue of Life.